# Olivier Barrot
Pour les articles homonymes, voir Barrot.
 (mars 2025).
Si vous disposez d'ouvrages ou d'articles de référence ou si vous connaissez des sites web de qualité traitant du thème abordé ici, merci de compléter l'article en donnant les références utiles à sa vérifiabilité et en les liant à la section « Notes et références ».
Olivier Barrot, né Bloch Barrot le 19 mai 1948 à Boulogne-Billancourt, est un journaliste, écrivain, producteur et animateur de télévision français.

## Biographie
Son père, Jean-Pierre Barrot, est un résistant, et un journaliste qui a fondé L'Écran français, avec Jean Vidal.
En 1965, alors âgé de 16 ans, il est officiellement autorisé, comme son père et sa sœur Martine, à changer son patronyme Bloch en celui de Barrot.
Animateur culturel chargé du cinéma à la Maison de la Culture de Créteil entre 1968 et 1976, il y crée les Cinécures (1972) et, avec Jacques Willemont, le Festival L'homme regarde l'Homme (1975) qui deviendra Cinéma du réel à Beaubourg (1979). Olivier Barrot prend en charge la Semaine de la critique du Festival de Cannes en 1975 et 1976.
Diplômé de l'Institut d'études théâtrales de Paris III, il soutient en 1975 une thèse de doctorat ès lettres anglaises en histoire de l'art (Paris I Sorbonne), sur le cinéma documentaire britannique.
Il commence ensuite en 1979 une carrière télévisuelle, comme producteur chez Gaumont, à la SFP et à International TVD. En 1981, il devient chef du service des coproductions de TF1, avant de prendre la direction de la société Images Ordinateurs (IO) en 1983.
L'éditeur Calmann-Lévy l'engage en 1985 comme conseiller littéraire, poste qu'il occupe ensuite chez Jean-Claude Lattès entre 1989 et 1994.
En 1990, il fait une apparition dans le film Lacenaire de Francis Girod, dans lequel il joue le rôle de l'avocat de Lacenaire aux côtés de Daniel Auteuil. Il figure par la suite dans Au cœur du mensonge de Claude Chabrol (1999).
En parallèle, à partir de 1980, il collabore en tant que journaliste aux pages « Livres » et « Voyages » du journal Le Monde, et sur Canal+  aux émissions Demain (entre 1988 et 1990), et La Grande Famille (entre 1990 et 1992).
Du 9 septembre 1991 au 31 août 2018, il produit et présente le court magazine littéraire quotidien de trois minutes Un livre, un jour sur FR3 (devenu France 3) et TV5 Monde. En 2014 a été célébrée la 5 000e émission. En 2009, il crée Un livre toujours, émission hebdomadaire consacrée aux livres en format de poche. Passionné de voyages, il parcourt le monde et retranscrit ses émotions dans de nombreux livres et articles.
Il participe aussi, sur la chaîne Ciné-cinéfil devenue Ciné-classics, à l'émission Le club, dans laquelle plusieurs spécialistes du cinéma présentent les films qui seront diffusés la semaine suivante. Avec Pierre Tchernia, il crée sur la même chaîne le magazine Petites histoires du cinéma.
Il occupe entre 1999 et 2000 le poste de conseiller artistique du Festival de Cannes, dont il se retire peu avant l'édition de 2000. En 2001, il crée avec Thierry Taittinger SENSO le magazine des mots et des sens, qui publie des articles et des illustrations de centaines de plumes, et édite chez Gallimard une série de livres de poche sous le label Folio SENSO, signés Philippe Claudel, Alain Rey, Claude Arnaud, etc.
Producteur de nombreux magazines sur France Inter, France Culture et Radio Classique, il a la charge de l'émission hebdomadaire de France Musique Sérénade à trois (2013-2014).
Il est depuis 2008 maître de conférence à l'Institut d'études politiques de Paris, où il donne un cours intitulé « Culture, affaire d'État », puis en anglais « Lectures de Paris », enseigne le cinéma et le théâtre à l'Université de Montréal, et la littérature à La Maison Française de l'Université de New York (NYU)  où il invite chaque mois un écrivain français (French Literature in the making). En 2017, il occupe la chaire de littérature française à l'Ecole polytechnique de Zurich (ETHZ). Successivement sur les planches du théâtre du Rond-Point, de celui du Palais-Royal, du Vieux-Colombier, puis au Studio-Théâtre de la Comédie-Française, Olivier Barrot reçoit de grands comédiens dont il retrace la carrière. Depuis 2009, il anime une master-class à la Comédie-Française, Écoles d'acteurs, depuis 2013 à la SACD le cycle « Mots en scènes », et « Grandes Scènes » au Théâtre de Poche, où il crée un ciné club à l'automne 2017. À l'Alliance française de New York, il conçoit et anime le ciné club « French Classics », et à Genève le « Ciné-Club du lundi soir » de la Société de Lecture (mensuel, 2020). À l'Hôtel Chais Monet de Cognac (Charente), il propose en alternance un film français méconnu, et le portrait d'un écrivain classique. Son spectacle littéraire Olivier Barrot raconte tourne dans toute la France.
Titulaire de la « Promenade littéraire » du mensuel Pleine Vie depuis 25 ans, il collabore également à La Nouvelle Revue française et à Histoires littéraires.
Il est l'auteur d'une cinquantaine d'ouvrages autour du cinéma, du théâtre, du voyage, de la littérature, et de plusieurs séries de documentaires pour la télévision : Histoire personnelle de la littérature française avec Jean d'Ormesson, Lettres d'Amérique avec Philippe Labro, Lettres anglaises avec Bernard Rapp , également de portraits et d'entretiens de et avec Valery Larbaud, Anatole France, Elias Canetti, Jean d'Ormesson, Yves Robert, Jorge Semprun, Jean-Pierre Vernant, Jean Malaurie et « Terre humaine », etc.

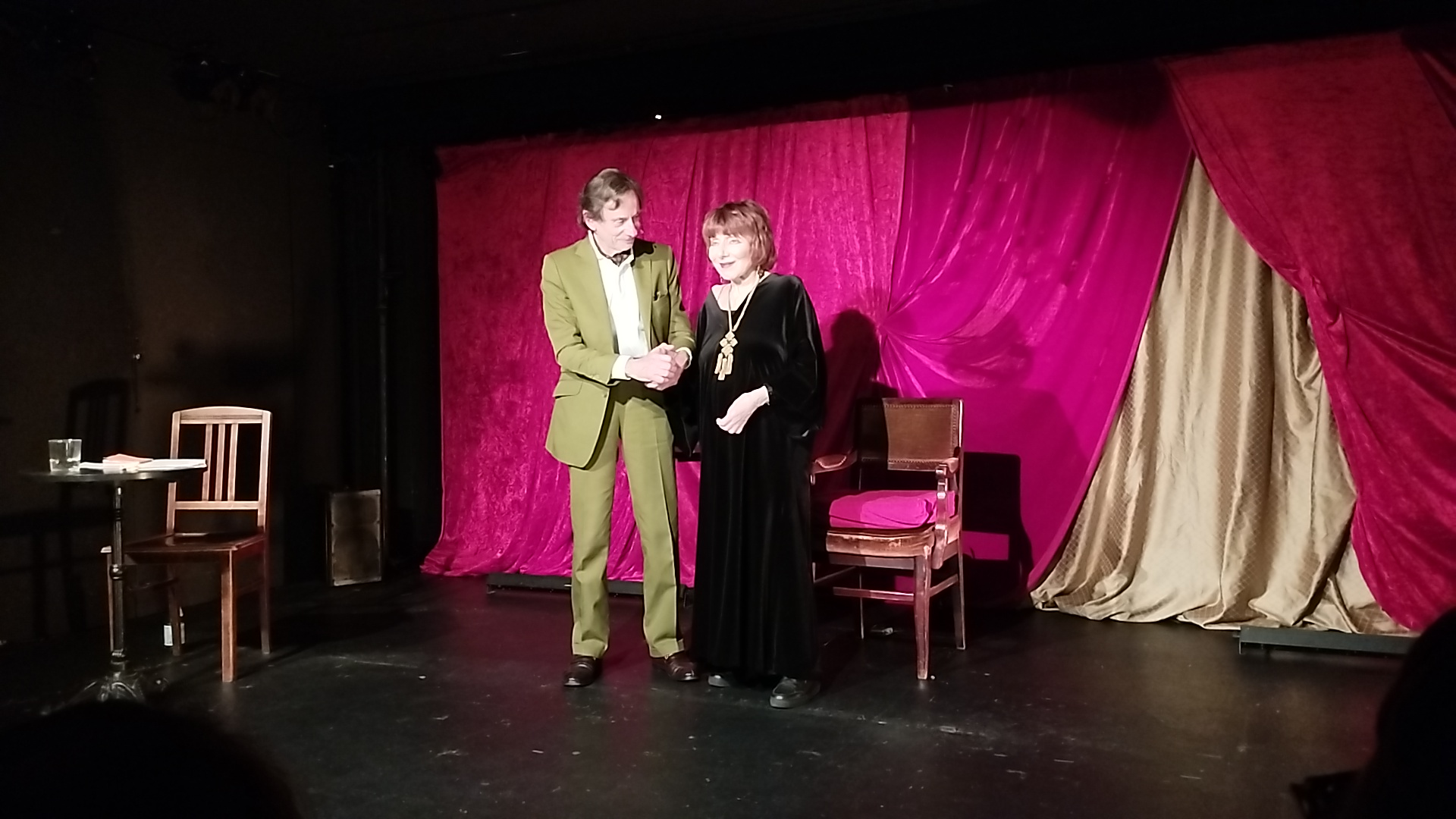
Olivier Barrot et Judith Magre sur la scène du théâtre de Poche-Montparnasse, le 8 juillet 2024.

Durant l'été 2021, il propose et présente L'Art et la Manière, magazine culturel quotidien de la chaîne Public Sénat.
Il se présente à l'Académie Française en mai 2022  au fauteuil 19, vacant depuis la mort de Jean-Loup Dabadie, mais ne reçoit que cinq voix.
En 2024, il fait ses débuts sur scène en duo avec Judith Magre, au théâtre de Poche-Montparnasse, autour des héroïnes de tragédie chez Racine. Il y contextualise les extraits dits par Judith Magre. Avec la même partenaire et selon le même principe ils enchaînent en 2025 avec un spectacle Baudelaire.

## Distinctions
- Commandeur de l'ordre des Arts et des Lettres (2010) ; officier en 2004
- 2009 : Prix Richelieu
- 2012 : Prix Hervé Deluen de la Francophonie de l'Académie française

## Publications
- 1972:  Jules Berry, L'Avant-scène cinéma
- 1973:  Les Français et leur cinéma (1929-1939), (coauteur: Jean-Pierre Jeancolas), Eric Losfeld
- 1974:  Pierre Brasseur, (coauteur: Philippe Ariotti) L'Avant-scène cinéma
- 1976 : Christian-Jaque (coauteur : Raymond Chirat), Cinémathèque suisse
- 1977:  L'Angleterre et son cinéma, le courant documentaire, Lherminier
- 1977 : Cinéma service public (coauteurs : Jean-Pierre Jeancolas et Gérard Lefèvre), Maspéro
- 1979 : L'Écran français 1943-1953. Histoire d'un journal et d'une époque, Les Éditeurs français réunis
- 1983 : Les Excentriques du cinéma français (coauteur : Raymond Chirat), Veyrier
- 1984: René Clair, ou le temps mesuré, Hatier
- 1986 : Inoubliables ! (coauteur : Raymond Chirat), Calmann-Lévy
- 1988:  Dieux et Démons du stade, (coauteur: Raymond Pointu), Calmann-Lévy
- 1990:  Entre-deux-guerres, (coauteur: Pascal Ory), François Bourin
- 1994 : « Gueules d'atmosphères » : Les acteurs du cinéma français (1929-1959) (coauteur : Raymond Chirat), coll. « Découvertes Gallimard / Arts »          (no 210), Gallimard
- 1996:  Le Mystère Eleonora, (coauteur: André Bercoff), Grasset
- 1996:  Longs Courriers, Le Pré aux Clercs
- 1998 : Le Théâtre de boulevard : « Ciel, mon mari ! » (coauteur : Raymond Chirat), coll. « Découvertes Gallimard / Littératures » (no 359), Gallimard
- 1999:  Pages pour Modiano, Le Rocher
- 1999:  Des livres et des jours, Le Rocher
- 1999:  Le Voleur de villes, Anne Carrière
- 2000 : Noir & Blanc, 250 acteurs du cinéma français 1930-1960 (coauteur : Raymond Chirat), Flammarion
- 2001:  Honneur à Vilar, (coauteur: Melly Puaux), Actes Sud
- 2001:  Lettres à l'inconnue, (coauteur: Alain Bouldouyre), Hoëbeke
- 2002 : Salut à Louis Jouvet (coauteur : Raymond Chirat), Le Rocher
- 2004:  Lettres d'Amérique, (coauteur: Philippe Labro), Folio-Gallimard
- 2005:  Lettres anglaises, (coauteur, Bernard Rapp), Folio-Gallimard
- 2006:  Voyages au pays des salles obscures, (coauteur: Alain Bouldouyre), Hoëbeke
- 2007 : Sacha Guitry : L'homme-orchestre (coauteur : Raymond Chirat), coll. « Découvertes Gallimard / Littératures » (no 515), Gallimard
- 2007:  Décalage horaire, Folio-Gallimard
- 2007:  Je ne suis pas là, La Table ronde
- 2007:  Mon Angleterre, Folio-Gallimard
- 2008:  L'Ami posthume, Grasset
- 2008:  Guide des musées de France, Cherche Midi
- 2009:  Je ne suis pas là 2, La Table ronde
- 2009 : La Vie culturelle dans la France occupée (coauteur : Raymond Chirat), coll. « Découvertes Gallimard / Histoire » (no 548), Gallimard
- 2009:  Le Théâtre Edouard-VII, L'Avant-scène théâtre
- 2009:  Paris XVI, (coauteur: Alain Bouldouyre), Mercure de France
- 2009:  Carnets transcanadiens, (coauteur: Alain Bouldouyre), Actes Sud
- 2010 : Ciné-Club, portraits, carrières et destins de 250 acteurs du cinéma français 1930-1960 (coauteur : Raymond Chirat) Nouvelle édition de  l'ouvrage Noir & Blanc paru en 2000, Flammarion  (ISBN 978-2-0812-4949-3)
- 2012:  Je ne suis pas là 3, La Table ronde
- 2012 :  Le Fils perdu (Gallimard)
- 2012:  La Revue blanche, (coauteur: Pascal Ory), La Table ronde
- 2012 :  Tout feu, tout flamme (Cahiers du cinéma)
- 2013:  Transports peu communs, (coauteur: Alain Bouldouyre), La Table ronde
- 2014 : Un livre un jour, un livre toujours (La Martinière)
- 2015 : Mitteleuropa (Gallimard)
- 2017 : United States (Gallimard)
- 2019:  Boréales (Gallimard)
- 2021: Les Voyages de Feininger (Gallimard)
- 2023: Vaisseau fantôme (Gallimard)
- 2024 : Portrait d'Itkine (Gallimard)

### Éditions, préfaces
- René Clair. Cinémathèque française, 1983.
- Un célibataire. Emmanuel Bove. Calmann-Lévy, 1987.
- Le Trésor de la Sierra Madre, La Révolte des pendus, Le Vaisseau des morts, La Charette. B. Traven. 10.18, 1987.
- Une chambre sur la Dordogne. Claude Rich. Calmann-Lévy, 1987.
- Un conte des deux villes. Charles Dickens, traduction Emmanuel Bove. Criterion, 1991.
- Brûlons Voltaire ! , et autres pièces en un acte. Eugène Labiche. Folio théâtre, 1995.
- À la manière de... Paul Reboux, Charles Muller. Cahiers rouges, Grasset, 1998.
- Au tournant du siècle (Histoire contemporaine). Anatole France. Omnibus, 2000.
- Aux abois. Tristan Bernard. Mémoire du livre, 2002.
- L'Obstacle et la Gerbe, chroniques cinématographiques 1973-1974. Jean-Louis Bory. Mémoire du livre, 2002.
- Magic Ciné. Pierre Tchernia. Fayard, 2003.
- Photographies. Paul Tourenne. Maeght, 2003.
- Vient de paraître. Edouard Bourdet. Folio théâtre, 2004.
- Cent Romans contemporains du monde entier. Benoît Jeantet, Richard Escot. Honoré Champion, 2011.
- Moi d'abord. Katherine Pancol. Points, 2012.
- Théâtre. Pierre Barillet, Jean-Pierre Grédy. Omnibus, 2013.
- Fête nationale, et autres poèmes. Laurent Tailhade. Cahiers rouges, Grasset, 2013.
- Fil d'or. Suzy Solidor. Séguier, 2021.